# 소비에츠키 소유즈급 전함

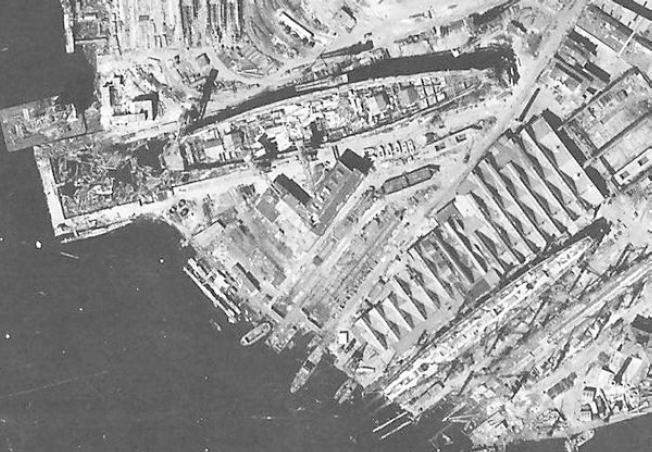

소비에츠키 소유즈급 전함은 구소련에서 계획했던 전함의 함급이다.
소련해군과 노농적색해군에선 전열함으로 분류되어 정식명칭은 23설계전열함(노어:Линейные корабли проекта 23)으로 불렸다. 1번함의 함명에서 소비에츠키 소유즈급 전열함, 소련급 전열함 (Линейные корабли типа ≪Советский Союз≫)라고도 한다.
1930년대 후반 4척이 기공되었는데 독소전쟁의 발발로 인해 모두 건조중지되었다.

## 개요
러시아 혁명과 적백 내전 중 신생 소련해군에 남아있던 전함은 실질적으로 세바스토폴급(강구트급) 3척뿐이었다. 이 때문에 1934년 경부터 미국에서 건조를 고려하던 시기도 있었다.
1936년 5월에 성립된 함대정비계획에 의해 전함 8척, 중순양함(후일 크론슈타트급)16척을 중심으로하는 함대를 1946년까지 국내에서 건조하기로 했다. 하지만 이 계획은 실행 전이었던 1938년에는 일찍부터 개정작업이 이루어졌고 1939년에 승인된 함대정비계획에선 전함 6척, 중순양함 4척을 중심으로하는 함대를 1947년까지 건조하기로 했다.
이 계획에 기초하여 이탈리아의 안살드사로부터 설계안을 제시받고 1937년에는 일본전 대비용으로서 미 정부에 대해 주포, 장갑, 기관 등에 관해 기술원조와 조달 약속을 체결하고 깁스&콕스사와의 협상에 들어갔다. 하지만 미국조차 보유하지 않았던 45.7cm포 탑재, 62000톤의 전함이 필요하다는 요구엔 미 정부도 승낙하지 않았고 깁스&콕스사에의 설계비용등의 지불이 막혔기 때문에 미국과의 교섭은 단절된다. 더욱이 1936년부터 이듬해에 걸쳐 이오시프 스탈린에 의한 대숙청으로 새 배의 설계도 영향을 받았고 설계완료는 1937년 10월이 되었다.
1938년의 제3차 5개년계획으로 계획이 정리되었고 겨우 건조가 승인되었다. 그 중심이 된 것이 전함 소비에츠키 소유즈급과 중순양함 크론슈타트급이었다. 1938년 7월 15일에 1번함 「소비에츠키 소유즈」가 레닌그라드 제 189 오르조니키제 공창에서 건조개시. 11월 28일 2번함 「소비에츠카야 우크라이나」가 니콜라이예프(미콜라이우) 마르티 남공창에서 건조개시. 1939년 12월 21일에 3번함 「소비에츠카야 벨로루시아」가 몰로토프스크(세베로드빈스크) 제402공창에서 기공. 4번함 「소비에츠카야 러시아」도 제402공창에서 기공했다. 하지만 3, 4번함은 1940년 10월 19일에 1, 2번함은 1941년 7월 10일 공사가 중지되었다.

## 함형
선체형상은 이탈리아 해군의 비토리오 베네토급의 영향을 많이 받은 장선수루(長船首樓)형의 선체이다. 함수전방을 향해 경사진 클리퍼바우인데 함수갑판의 전단(갑판경사)은 없는 것이나 다름 없고 저조한 능파성은 수미선방향 근접포격전을 고집한 영국 해군의 킹 조지 5세급에서도 본받은 것이다. 선체형상은 전장이 271.5m인 것에 비해 전폭이 38.92m로 충분한 너비를 지니고 있었다. 이는 고속성능을 희생해서라도 포격시의 안정성이나 방어중량의 확보를 택한 것이다.
전단이 전혀없는 함수갑판에서 이 배보다 새로운 설계인 「1937년형 40.6cm(50구경) 포」를 3연장포탑으로 수습하여 1, 2번 주포탑을 업는 식으로 2기씩 배치했다. 이 배의 함교구조는 독일 해군의 장갑함 아트미랄 셰어와 흡사하다. 장갑사령탑을 짜넣은 상자형의 조타함교의 뒤 정상부에 측거의와 사격지휘장치를 배치한 높은 전투함교가 서 있다.
함교 뒤에는 직립한 2개의 연돌이 서있고 연돌 사이는 함재정을 두는 곳으로 하였다. 함재정의 운용에는 2번 연돌 앞에 서 있는 후부 마스트를 기부로 하는 크레인 1기를 이용하여 운용하였다. 현측갑판 상에는 부포인 「15.2cm(57구경) 속사포」를 연장식 부포탑으로 수습하여 현측에 3기씩 계6기를 배치했는데 중앙부의 포탑만 높은데 배치해서 함수미 방향에의 사계를 확보했다. 부포탑과 연돌의 사이에는 「10cm(56구경) 고사포」를 연장포가로 현측 3기씩 계6기를 배치했다. 2번 연돌의 후부엔 후부함교가 있고 선수루의 마지막에 3번 주포탑이 뒤를 향해 1기 배치되었다. 3번 주포탑의 좌우후방에 폭풍대책을 위해 장갑셔터로 덮은 수상기격납고가 놓여졌고 거기서부터 갑판이 한 레벨 내려간 후부갑판 상에 설치된 좌우 1대의 크레인과 캐터펄트로 수상기를 운용할 수 있게 설계되었다.

## 무장

### 주포
이 배의 주포에는 새로 개발 된 B-37 1937년형 50구경 406mm포를 채용했다. 그 성능은 중량 1108kg의 포탄을 최대고각 45도로 45600m까지 날리며, 사정 13600m에서 현측장갑 406mm를 관통할 수 있는 이 포를 새로 설계한 3연장포탑으로 수습했다. 포탑의 부앙능력은 앙각45도, 부각2도로 선회각도는 선체수미선방향을 0도로 하여 좌우 150도의 선회각도를 지니고 있었다. 장전은 앙각 5도의 고정각도 장전방식으로 발사속도는 분당 1.75발의 설계였다.

### 부포, 고사포, 기타 포
이 배의 부포엔 같은 시기 설계된 중순양함 차파예프급의 주포에도 채용된 B-38 1938년형 57구경 152mm 속사포를 채용했다. 그 성능은 중량 55kg의 포탄을 최대고각 45도로 23720m까지 날리고 이 포를 임페라토르 파울1세급 이래의 포탑형식으로 수습하여 연장포탑 6기로 배치했다. 포탑의 부앙능력은 앙각45도 부각 5도였다. 포탑의 선회각도는 현측장갑에 바로 놓인 것은 135도, 높은 곳에 배치된 포탑은 180도의 선회각도를 지녔다. 장전은 앙각 8도의 고정각도 장전방식으로 발사속도는 분당 7.5발의 설계였다.
고사포도 새로 설계한 B-34 1940년형 56구경 100mm 고사포를 채용했다. 그 성능은 15.6kg의 포탄은 고각 45도 22241m, 최대앙각 85도로 고도 9895m까지 날리는 이 포를 연장포가로 6기 배치했다. 연장포가의 선회와 부앙은 전력과 인력으로 이루어지며 부앙은 앙각85.5도 부각 5.5도로 선회각도는 360이지만 실제로는 상부구조물로 인해 제한이 있었다. 발사속도는 분당 16발.
기타 근접화기로 70-K 1941년형 67구경 37mm 고사기관포를 채용했다. 이 포는 0.732kg의 포탄을 고각 45도 8400m, 최대고각 85도로 고도 5000m까지 날렸다. 선회와 부앙은 전동과 인력으로 이루어지며 부앙은 앙각 85.5도, 부각 10도로 선회는 360도이지만 역시 상부구조물로 인해 제한이 있어다. 발사속도는 분당 160~180발. 이것을 4연장포가로 8기 탑재하는 설계였다.

## 기관
기관배치는 자국의 순양함과는 달리 시프트배치가 아닌 보일러실과 터빈기관이나 보조기계실을 앞뒤로 둔 오소독스적인 것으로 했다.
중유전소 고온고압 보일러 12기와 스위스 BBC사에서 발주된 터빈 3기 3축을 조합하여 기관출력 201000마력, 속력 28노트를 발휘하도록 계획되었다.

## 방어
이 배는 16인치포 전함이면서 만재배수량이 6만톤을 넘는 거대전함이었기 때문에 방어중량을 넉넉하게 사용했다. 이 때문에 수선부에는 두께380mm~420mm의 중후한 장갑을 10도의 경사로 붙일 수 있었다. 수평방어도 최상갑판이 25mm, 주갑판 가장 두꺼운 부분에 170mm를 두르고 스플린터(단편)방어로 50mm장갑을 붙이는 정성스러운 것이었다.
이 방어력은 같은 클래스의 16인치포 전함에서는 영국 해군의 넬슨급 전함에 대해 사정거리 13700~32000m의 안전거리가 있으며 미 해군의 아이오와급 전함에 대해선 25000~32000m의 안전거리가 있는 우수한 것이었다.
한편 수선하방어는 이탈리아식 프리에제식 수뢰방어를 채용했다. 이는 중유로 채운 외통과 공기로 채운 내통의 2중구조 원통을 벌지 내에 삽입하여 어뢰에 의한 피해를 외통의 변형을 통해 충격을 흡수하는 아이디어로 선체내부에는 35mm부터 30mm장갑을 수밀격벽으로 둘렀는데 공작에 엄청난 기술을 요구하는 설계로 같은 종의 구조를 지닌 이탈리아의 신전함이 타란토공습 등의 실전에서 수뢰방어가 제 기능을 발휘하지 못하고 큰 피해를 입게 된 사실에서 이탈리아보다도 더 조선능력이 떨어지는 소련에서 건조된 이 배가 카탈로그 데이터처럼 수중방어력을 발휘했을 지는 미지수이다. 선체외부는 벌지와 접속한 이중 바닥으로 되어있었다.

## 동형함
- 소비에츠키 소유즈 (Советский Союз, 노어로 소련을 의미한다.)
- 소비에츠카야 우크라이나 (Советская Украина)
- 소비에츠카야 벨로루시아 (Советская Белоруссия, 백러시아)
- 소비에츠카야 러시아 (Советская Россия)

소비에츠키 소유즈급은 소련의 문화적, 민족적, 경제적 중심인 우크라이나, 백러시아, 러시아의 3지역(혹은 국가), 민족의 명칭, 그리고 소비에트 연방 그 자체를 함명으로 한 것에서 짐작이 가듯 정말 소련을 대표하는 함선이 될 터였다.

## 참고 문헌
- 세계의 함선 2006년 2월 (카이진샤)